# Чикаго булси
Чикаго булси (енгл. Chicago Bulls) су амерички кошаркашки клуб из Чикага, Илиноис. Играју у НБА лиги (Централна дивизија).
Чикаго булси су формирани 1966. године и једини клуб у историји НБА лиге који није мењао лого. Свих 6 титула НБА лиге је освојио у 90-тим годинама 20. века. У овом клубу играо је и вероватно најбољи кошаркаш свих времена Мајкл Џордан, који је заједно са саиграчем Скотијем Пипеном освојио титуле првака НБА лиге 1991, 1992, 1993, 1996, 1997. и 1998. У сезони 1995/1996, Булси су имали однос победа и пораза 72-10, што је био најбољи резултат свих времена у једној НБА сезони, до сезоне 2015/16 када је екипа Голден Стејт вориорси оборила рекорд са остварена 73 тријумфа  и само 9 пораза.
Мајкл Џордан и Дерик Роуз су једини кошаркаши ове франшизе који су проглашени за најбољег кошаркаша НБА лиге.

## Историја
Франшиза Чикаго булса је формирана 1966. године када је приступила НБА лиги. Клуб је формирао Дик Клајн који је био и власник франшизе. То је била трећа франшиза из града Чикага после Чикаго стегса и Чикаго Пекерса (данас Вашингтон визардса). Булсима је након драфта 1966. године дозвољено да покупе по једног играча од осталих тимова како би могли да формирају тим за нову сезону.
У првој сезони Булси су дошли до скора од 33 победе и 48 пораза. Након тога су постепено расли да би убрзо били и редовни учесници плеј-офа. Са успесима расла је и посета публике на преко 10.000 посетилаца.. 1972. године Булси су дошли до рекорда франшизе од 57 победа и 25 пораза у регуларном делу сезоне. Током 70-тих тим су предводили Џери Слоун, крила Боб Лов и Чет Вокер, плејмејкер Норм Ван Лајр као и центар Клифорд Реј. Након катастрофалног скора од 50 пораза 1976. године генерални менаџер Пат Вилијамс је добио отказ, а убрзо и главни тренер Дик Мота којег замењује Ед Беџер.

### Ера Гилмор и Тајса (1976—1984)
1976. године Клајн је продао франшизу Виртз фамилији, дугогодишњим власницима хокејашког клуба Чикаго блекхокса. Обзиром да су нови власници били индиферентне према кошарци, улагали су веома мало у напредак тима. Окосницу тима чинили су Артис Гилмор и Реџи Тајс. 1979. године Булси су изгубили право на драфт лутрији да бирају први, па су уместо Меџика Џонсона морали да се задовоље избором Дејвида Гринвуда као друог пика тог драфта.
Булсе као франшизу је пратило мало гледалаца због лоших резултата, и власник је тражио начина да измести клуб и да га прода. Међутим оно што ће уследити ће окренути франшизу у потпуности.

### Ера Мајкла Џордана (1984—1998)
Лета 1984. године Булси су имали право на трећег пика НБА драфта, после Портланда и Хјустона. У по многима најбољем драфту свих времена Хјустон је изабрао Хакима Олајџувона а Портланд Клајда Дрекслера. Џикаго на трећој позицији бира Мајкла Џордана који је играо фантастично на колеџу Северна Каролина. Нови власник Џери Рејнсдорф и главни менаџер Џери Краус су одлучили да граде игру и тим око Мајкла Џордана што ће им се вишеструко исплатити у годинама које следе.
Већ у првој сезони Мајкл Џордан је поставио рекорд франшизе у постигнутим поенима и украденим лоптама. Предводио је Булсе до пласмана у плеј оф где су изгубили у првој рунди од Милвокија. У следећој сезони у тим долази Џон Пексон а у дану НБА драфта, трејдовима добијају крилно центра Чарлса Оуклија. Тим је био нападачки много потентнији, међутим Џордан је пропустио део сезоне због повреде па је Чикаго у плеј-оф ушао са осме позиције Источне конференције. У првој рунди их чекају Бостон селтикси, који их добијају предвођени Лери Бирдом. Ипак, Мајкл Џордан успева да у поменутој серији постави рекорд плеј-офа са 63 постигнута поена и то у Бостону.
У сезони 1986/87. Џордан још ише подиже лествицу бележећи просечно 37,1 поена по утакмици и постаје први кошаркаш франшизе који је изабран у идеалну петорку НБА лиге. Са скором 40:42 долазе до плеј-офа, али опет бивају поражени од Селтикса. На драфту 1987. године Џери Краус са 8. позиције бира центра Олдена Полинајса а са 10. позиције драфта крилног центра Хораса Гранта. Након тога трејдује Полинајса у Сијетл у замену за крилног играча Скотија Пипена, што ће се испоставити као одличан потез. Са фантастични новајлијама Булси долазе до 50 победа у наредној сезони и пласирају се у полуфинале Источне конференције, где су били поражени од Детроита. Мајкл Џордан је био први пут изабран за МВП НБА лиге, што ће поновити још 4 пута. Ова сезона је бла уједно почетак ривалства између Булса и Пистонса који ће се наставити у наредним сезонама.
Уочи сезоне 1988/89. тим напушта Џарлс Оукли који је трејдован у Њујорк Никсе у замену за центра Била Колтрајта, а уместо пика на драфту добијају још једног центра Вила Пердјуа. Иако се чинило да је ово био лош потез, Булси су добили на хемији и више простора је имао млади Хорас Грант. И у тој сезони у плеј-офу их елиминишу Пистонси, који те године долазе до НБА титуле.
У сезони 1989/90. Џордан је по четврти пут узастопно био најбољи стрелац лиге, а по први пут у иделаној петорци лиге се налази и Скоти Пипен. Главног тренера на клупи Дага Колинса мења његов помоћник и некадашњи НБА кошаркаш Фил Џексон. На драфту 1989. године Булси бирају центра Стејсија Кинга и плејмејкера Би Џеј Амстронга. Међутим, поново у плеј офу у финалу Источне конференције их побеђује Детроит. Начин на који су поражени, пре свега снажном физичком кошарком и притиском на Мајла Џордана ће учинити да и тим и Џордан лично драстично напредују у сезони која следи.

#### Три титуле у низу (1991—93)
У следећој сезони Булси долазе до рекорда франшизе од 61 победа у регуларном делу сезоне. Много спремнији дочекују плеј-оф, где се коначно реванширају Пистонсима и по први пут су се пласирали у финале НБА лиге. У финалу су их чекали Лејкерси предвођени Меџиком Џонсоном и за које наступа српски кошаркаш Владе Дивац. Ипак Џордан са екипом је био много спремнији и долазе до своје прве титуле.
Идентичан успех Чикаго понавља и следеће године. У финалу побеђују екипу Портланда предвођену Џордановим ривалом са драфта Клајдом Дрекслером, и за коју је наступао још један кошаркаш са ових простора Дражен Петровић.
Трећу узастопну титулу Булси освајају и 1993. године тако што су у пеј-офу победили Атланту, Кливленд и Никсе у финалу Источне конференције. Након тога у НБА финалу су победили Финиксе коју је предводио Чарлс Баркли. Одлучујући кош у шестој утакмици финала била је тројка Џона Пексона.

#### Први Џорданов одлазак (1993—1995)
6. октобра 1993. године читав кошаркашки свет је шокирала информација да Мајкл Џордан напушта кошарку, три месеца након убиства његовог оца. У таквој ситуацији Пипен је промовисан у вођу екипе Булса, а из Европе долази хрватски кошаркаш Тони Кукоч. Упркос одласку Џордана, тим долази до 55 победа у сезони што је веома добар резултат. Међутим у другој рунди плеј-офа губе од Никса, који стижу и до НБА финала где губе од Хјустона.
Уочи наредне сезоне Чикаго булси мењају дворану и прелазе у Јунајтед центар. Након повлачења Пексона Булси ангажују искусног Рона Харпера као и слободног агента Стива Кера. Ипак имали су доста мука током сезоне, када се Мајкл Џордан одлучује за повратак. Враћа се на терен 18. марта 1995. године и већ у петој утакмици против Никса бележи 55 поена. Међутим у финалу источне конференције губе од Орланда предвођеног младим Онилом и Хардвејом, као и Хорасом Грантом који је управо те сезоне напустио Булсе.

#### Три титуле у низу по други пут (1995—98)
Уочи наредне сезоне Мајк Џордан је радио пуно на личној спреми, а генерални менаџер Џери Краус трејдовао Пердјуа за Дениса Родмана са екипом Сан Антониа. Иако је деловао као веома ризичан потез, испоставиће се као један од најбитнијих у новом походу на титуле. Булси сезону стартују победом над Хорнетсима 105-91, а Џордан је постигао 42 поена, 6 скокова и 7 асистенција. У следећој утакмици су демолирали Селтиксе, постигавши 35 поена у трећој четвртини и свима стављају до знања ко је фаворит за титулу. Те сезоне постављају рекорд НБА лиге са 72 победа уз 10 пораза, и то је први пут у историји лиге да неки тим има преко 70 победа. Булси су те сезоне покупили скоро сва индивидуална признања: Џордан је био најбољи стрелац НБА лиге по осми пут а уједно и МВП лиге, МВП финала и МВП Ол-стар утакмице; Родман је био најбољи скакач лиге; Џордан и Пипен су били у најбољој петорци лиге а заједно са Родманом и у најбољој одбрамбеној петорци; Кукоч је изабран за најбољег шестог играча односну резерву лиге а Џери Краус за најбољег менаџера. У финалу исте сезоне побеђују Сијетл суперсониксе предвођену Гери Пејтоном и Шоном Кемпом, а овај тим је уврштен у листу од 10 најбољих у историји.
Исти успех Булси понављају и наредне сезоне. Овога пута у финалу их је чекала Јута џез, предвођена Џоном Стоктоном и Карлом Мелоуном. Џордан је по девети пут био најбољи стрелац лиге а Родман по 6. пут најбољи скакач.
Уочи наредне сезоне већ је најављивано Џорданово коначно повлачење са кошаркашких паркета и крај династије Чикаго булса. То ће се испоставити тачно, али то није сметало Џордану и екипи да још једном доу до треће узастопне титуле. И овога пута у финалу су победили екипу Јуте, а антологијски кош и одлучујући постиже управо Мајкл Џордан 5,2 секунде пре краја одлучујуће утакмице преко Била Расела.

#### Декада за заборав (1998—2008)
Поред одласка Џордана, слабо плаћени Скоти Пипен је одлучио да на заласку своје каријере потпише уносан уговор са Портландом док тим напуштају и Денис Родман и Стиве Кер. Упркос жељи Џерија Крауса да тим подмлади како би поново био компетитиван, Булси у наредним сезонама нису били на нивоу игара из Џорданове ере. Низом погрешних потеза у избору пикова подлеже притиску и напушта улогу генералног менаџера 2003. године, а наследник је некадашњи играч Булса Џон Пексон. Међутим серија лоших драфт трејдова се наставља, па тако нпр. 2006. године Лемаркуса Олдриџа трејдују у замену за Виктора Хријапу и Тајруса Томаса. Врхунац лошег вођења франшизе Булси доживљају 2007. и 2008. године када се нису домогли ни плеј-офа.

#### Ера Дерика Роуза (2008—2016)
Иако су имали само 1,7% шанси за 1. избор на драфту 2008. године Булси успевају да дођу до њега. 26. јуна 2008. године Булси бирају Дерика Роуза са Мемфис универзитета. Одлука менаџмента је била да граде тим око овог талентованог кошаркаша па ће уследити низ трејдова. 18. фебруара 2009. у Сакраменто шаљу Андреаса Ноћионија, Седрика Симонса, Дру Гудена и Мајкла Рафина у замену за Бреда Милера и Џона Салмонса. Већ у току сутрашњег дана у Њујорк шаљу Лерија Хогса у замену за Тима Томаса, Џером Џонса и Ентони Роберсона. Чикаго се у тој сезони пласирао у плеј-оф и у првој утакмици плеј-офа Дерик је постигао 26 поена и 11 асистенција, изједначивши рекорд Карима Абдула Џабара у руки сезони. Ипак у веома тесној срији од 7 утакмица Бостон селтикси ипак успевају да добију Булсе.
Јуна 2010. помоћни тренер Бостона Том Тибодо, прихвата да буде главни тренер Булса и званично је представљен 23. јуна. На крају те сезоне Дерик Розе постаје најбољи играч НБА лиге, и постаје најмлађи играч у историји који је дошао до овог вредног признања. у плеј офу долазе ди финала Источне конференције у којем губе од Мајамија.
На крају те сезоне Булси као 30. пика на драфту бирају Џимија Батлера а са Роузом потписују петогодишњи уговор за 94,8 милиона долара. Упркос честим повредама Дерика, Булси ду дошли до 50 победа у сезони. 28. априла 2012. године Дерик Роуз доживљава тешку повреду Ахилове тетиве која га је умногом коштала квалитетне каријере а Булсе бољих резултата. На крају сезоне Булси ангажују слободне агенте Нејта Робинсона, Владимира Радмановића и Марка Белинелија. Ипак Роуз пропушта целу наредну сезону да би после само 10 мечева у сезони 2013-14 поново доживео повреду која ће га дуже одвојити од терена. На крају те сезоне у Чикаго долази Пау Гасол а из Реала Никола Миротић. Коначно 2014. сезоне Дерик Роуз излази из повреда али више никад није успео да дође на пређашњи ниво. Џими Батлер је нагло израстао у одличног кошаркаша па је заслужио и награду за играча који је највише напредовао у НБА.
После вишегодишњег мучења 22. јуна 2016. године Дерик Роуз је са Џастином Холидејем трејдован у Њујорк.

#### Реконструкција (2017- )
Дана 22. јуна 2017. почиње потпуна реконструкција тима и Џими Батлер одлази у Минесоту у замену за Зека Лавина. 24. септембра исте године потписују ветерана Двејна Вејда. 17. октобра након туче на тренингу Портиса и Миротића,  Портис је суспендован са 8 утакмица а Миротић је пропустио 23 меча. Булси завршавају сезону са катастрофалним скором од само 27 победе и 55 пораза.
Априла 2020. године Булси смењују вишегодишњег менаџера Џона Пексона а на његово место долази Артурас Карнишовас.

## Играчи

### Рекордери булса
Болдовани су активни кошаркаши. Косо означени активни али не у булсима..
Постигнутих поена у регуларној сезони (до краја сезоне 2018–19)
- 1. Мајкл Џордан (29,277)
- 2. Скоти Пипен (15,123)
- 3. Боб Лов (12,623)
- 4. Луол Денг (10,286)
- 5. Џери Слоун (10,233)
- 6. Чет Вокер (9,788)
- 7. Артис Гилмор (9,288)
- 8. Кирк Хајнрих (8,536)
- 9. Реџи Тајс (8,279)
- 10. Дерик Роуз (8,001)

- 11. Бен Гордон (7,372)
- 12. Хорас Грант (6,866)
- 13. Норм Ван Лајр (6,505)
- 14. Џими Батлер (6,208)
- 15. Тони Кукоч (6,148)
- 16. Орландо Вулдрич (6,146)
- 17. Дејв Гринвуд (5,824)
- 18. Би Џеј Армстронг (5,553)
- 19. Мики Џонсон (5,531)
- 20. Дејв Корзин (5,457)

Остала статистика
| Највише минута | Највише минута |
| Кошаркаш       | Минута         |
| -------------- | -------------- |
| Мајкл Џордан   | 35,887         |
| Скоти Пипен    | 30,269         |
| Џери Слоун     | 24,798         |
| Кирк Хајнрих   | 23,545         |
| Луол Денг      | 22,882         |
| Боб Лов        | 22,073         |
| Норм Ван Лајр  | 19,122         |
| Хорас Грант    | 18,204         |
| Жоаким Ноа     | 16,858         |
| Артис Гилмор   | 16,777         |

| Највише скокова | Највише скокова |
| Кошаркаш        | Скокова         |
| --------------- | --------------- |
| Мајкл Џордан    | 5,836           |
| Том Боормвикл   | 5,745           |
| Скоти Пипен     | 5,726           |
| Жоаким Ноа      | 5,387           |
| Џери Слоун      | 5,385           |
| Артис Гилмор    | 5,342           |
| Хорас Грант     | 4,721           |
| Дејв Гринвуд    | 4,222           |
| Луол Денг       | 4,078           |
| Боб Лов         | 3,998           |

| Највише асистенција | Највише асистенција |
| Кошаркаш            | Асистенција         |
| ------------------- | ------------------- |
| Мајкл Џордан        | 5,012               |
| Скоти Пипен         | 4,494               |
| Кирк Хајнрих        | 3,811               |
| Норм Ван Лејр       | 3,676               |
| Дерик Роуз          | 2,516               |
| Реџи Тајс           | 2,472               |
| Џон Пексон          | 2,394               |
| Боб Вајс            | 2,008               |
| Том Бормвинкл       | 2,007               |
| Тони Кукоч          | 1,840               |